# Nina Sjuskowa

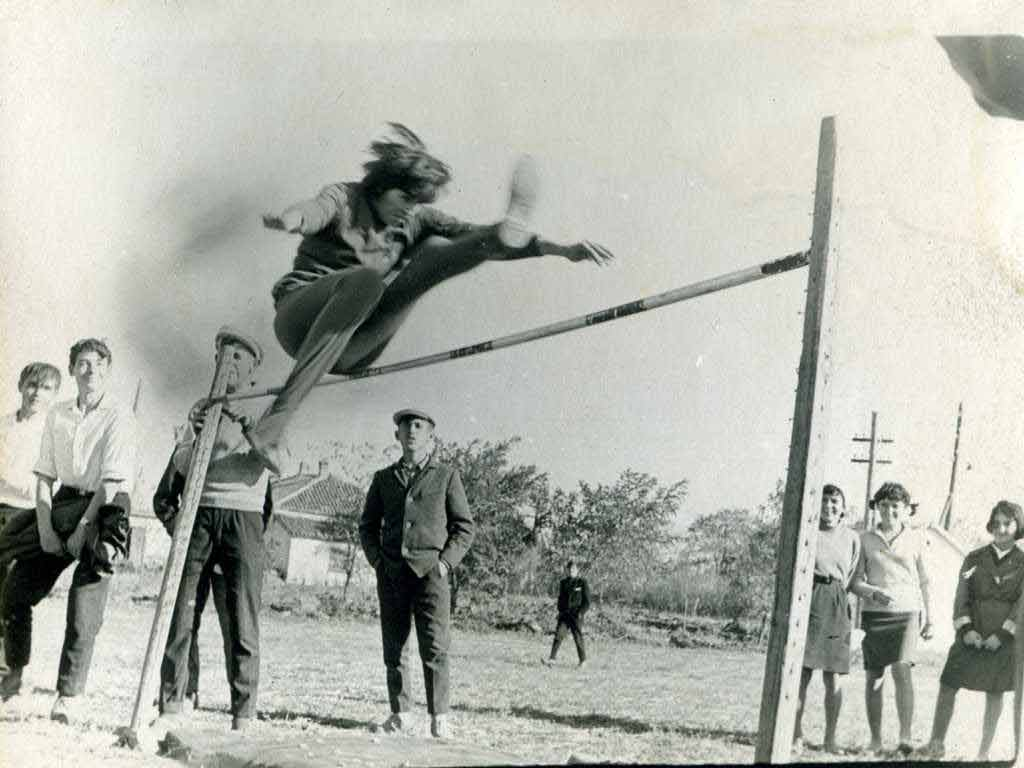
Nina Sjuskowa

Nina Sjuskowa (ukrainisch Ніна Зюськова, engl. Transkription Nina Zyuskova; * 3. Mai 1952 in Kaltschyk, Oblast Donezk) ist eine ehemalige ukrainische Sprinterin, die sich auf den 400-Meter-Lauf spezialisiert hatte und für die Sowjetunion startend Olympiasiegerin wurde.
Beim Leichtathletik-Weltcup 1979 in Montreal wurde sie mit dem sowjetischen Team Zweite in der 4-mal-400-Meter-Staffel.
Im Jahr darauf feierte sie bei den Olympischen Spielen 1980 in Moskau ihre größten Erfolge, als sie mit der sowjetische Mannschaft die Goldmedaille in der 4-mal-400-Meter-Staffel gewann. Die sowjetische Stafette setzte sich in der Aufstellung Tetjana Prorotschenko, Tatjana Goischtschik, Sjuskowa und Irina Nasarowa mit  einer Zeit von 3:20,2 min gegen die Stafetten der DDR (3:20,4 min) und Großbritanniens (3:27,5 min) durch. Sjuskowa startete in Moskau auch über 400 m und belegte in persönlicher Bestleistung von 50,19 s den fünften Rang hinter Marita Koch, Jarmila Kratochvílová, Christina Lathan und Irina Nasarowa.
Nina Sjuskowa ist 1,80 m und wog zu Wettkampfzeiten 67 kg.